# Alfredo José da Silva
Alfredo José da Silva, mais conhecido como Professor Alfredo (Santo Amaro da Purificação, 20 de abril de 1887 — Caetité, 7 de outubro de 1985) foi um professor e político brasileiro, notabilizando-se por ter sido o "único negro diretor e professor" da Escola Normal de Caetité, onde lecionou na "Cadeira de Português e Literatura Nacional" e cidade da qual foi prefeito (1946-1948). Foi, no dizer de estudiosos, "figura de influência e destaque na história da cidade de Caetité" e "como produto do seu tempo e intelectual, Alfredo José da Silva tinha opiniões fortes a respeito de muitos
aspectos sociais, inclusive linguísticos".
Ao longo de sua carreira no magistério lecionando língua e literatura contribuiu para a formação de gerações na Chapada Diamantina e em Caetité, com destaque para Hermes Lima, que veio a ser membro da Academia Brasileira de Letras.

## Biografia
Nasceu na fazenda Baixão do povoado de Lustosa em Santo Amaro, no então distrito chamado "Barão do Bom Jardim" e atual cidade de Teodoro Sampaio, filho de Afra, conhecida como Tiai. No povoado de Lustosa (depois feito distrito) foi aluno no primário de Deocleciano Barbosa, e foi criado na Fazenda Alambique Novo de Ricardo Libório, de cujos filhos guardou Alfredo uma amizade que durou toda a vida. Incentivado pelo mestre Barbosa com o gosto pela leitura do aluno, sua mãe envidou todos os esforços para que este fosse matriculado, na capital, no afamado Instituto Normal da Bahia onde veio a se formar professor em cerca de 1905. Segundo registrou de próprio punho: “graças aos esforços e boa vontade minha e sobretudo de minha carinhosa Mãe, matriculei-me no 1.o anno do Instituto Normal do Estado, em 1902”.
Sua primeira investidura no magistério se deu em 1909 na cidade de Piatã, à época chamada de "Bom Jesus do Rio de Contas", no lugar chamado "Carrapato" (cujo nome mudou ao longo do tempo para Palmares, Bastião e, finalmente, Nova Colina, hoje na cidade de Boninal). Ali se casa com Otília Alves Santana, que passou a se chamar Otília Santana Silva. Depois, ainda na Chapada Diamantina, lecionou em Vila Velha e Cochó do Pega (município de Seabra), em torno de 1919. Em 1921 foi transferido para Mucugê onde ficou até o ano de 1926, quando foi nomeado lente na Escola Normal de Caetité. Recebera então, um telegrama de Anísio Teixeira que lhe dizia: "comunico fostes nomeado para reger interinamente Cadeira Português Escola Normal Caetité, não importando ida comissão nenhuma perder sua garantia viabilidade magistério pt todas nomeações foram feitas interinamente. Deveis seguir toda brevidade Caetité onde igualmente estarei, estando viagem marcada dia vinte. Cordiais saudações. Anísio Teixeira - Diretor Instrução". Para esta nomeação intercedeu Hermes Lima, que fora-lhe aluno. Já na primeira turma, de 1929, o professor Alfredo figura como o homenageado, em quadro exposto no Arquivo Municipal.
Sua notável biblioteca continha cerca de três mil e quinhentos volumes, "todos ou quase todos encadernados, catalogados ou arrumados em catorze estantes envidraçadas". Seu amor pelos livros ele resumiu numa frase: “Livros só se emprestam a amigos e amigos não tomam livros emprestados”. O jornalista Raimundo Marinho, de Livramento, registrou em 2014: "Francisco Bastos, um ás da profissão, referiu-se a seu mestre Alfredo José da Silva, que está no retrato, escrevendo:  Ensinava português no Seminário de Caetité. Os alunos chamavam-no de prof. "per si"... porque na hora da prova ele recomendava: "agora, cada um de per si...". E nas sabatinas ele lhe dizia: "dá um quinal aí, no seu colega, seu Rêgo!!!...". Sabem o eram “sabatinas”? E “quinal,” alguém sabe?"
Dirigiu a Escola Normal em duas ocasiões: de 1930 a 1935 e de 1954 a 1956, já sob a denominação de Instituto de Educação Anísio Teixeira, em nova localização. Num estudo crítico sobre sua produção intelectual, Danielly Santos e Ricardo Tupiniquim registraram: "As ideias de Silva acerca das variedades advindas da classe negra, por exemplo, condizem com sua temporalidade e conservadorismo. Hoje, no entanto, tendem a condenar a própria fundação do povo brasileiro, este formado por diversas raças, línguas e falares" e "Alfredo Silva, cidadão ímpar da história da cidade de Caetité, não era uma exceção. Formador de opinião, reproduzia o discurso com o qual foi formado e, nesse molde reprodutivo, temos a disseminação de uma ideia tida como verdade até deixar de ser". Aposentou-se do magistério em 1958.
Morreu "aos noventa e oito anos e seis meses" e o então prefeito, Clarismundo Pontes, decretou luto oficial por cinco dias; o mesmo se deu no Instituto de Educação, que suspendeu as aulas no dia do sepultamento: "a cidade compareceu em peso ao velório, numa enorme massa de amigos, admiradores, compadres, afilhados, colegas, ex-alunos, inclusive, muitos de municípios vizinhos", expedindo a Câmara de Vereadores uma nota em que dizia: "Caetité jamais olvidará o meio século de edificante trabalho (três gerações consecutivas) e enaltece a sua atuação como Prefeito, durante o período em que esteve à frente da administração municipal (...) em nome de Caetité, apresentamos o nosso reconhecimento pelo muito que o prezado morto deu de si, através de um trabalho árduo e eficiente e pelo seu inolvidável exemplo de dignidade e firmeza legado à posteridade".

## Post-mortem e homenagens
Em setembro de 1990 a Câmara de Vereadores promulgou o decreto legislativo 08/1990 que no seu artigo primeiro diz: "Fica denominada Rua Prof. Alfredo José da Silva, a conhecida rua 7 de Setembro nesta cidade de Caetité".
"O arquivo pessoal do professor Alfredo José da Silva foi doado por seu filho Sr. Laertes Santana Silvão ao Arquivo Público Municipal de Caetité (APMC), que mantém preservado em suportes físicos (textuais, iconográficos e discográficos) informações valiosas para a história da Bahia e do Brasil". Fundada em 2001, a Academia Caetiteense de Letras deu à sua Cadeira número 6 o patronato ao Professor Alfredo.
No ano de 2021, com apoio financeiro do governo do estado pela Secretaria de Cultura, através da Fundação Pedro Calmon e no contexto da Lei Aldir Blanc foi, pela Associação de Amigos do Museu do Alto Sertão da Bahia (AMASB) e pelo Arquivo Municipal, neste último criado o "Acervo Digital Professor Alfredo José da Silva", com parte de seus registros que ali são guardados. No mesmo ano, em razão de descaso do poder público e do Ministério Público, o casarão tombado onde viveu ameaçava ruir pelo abandono e especulação imobiliária.